# Буске (Белуно)
Буске (итал. Busche) је насеље у Италији у округу Белуно, региону Венето.
Према процени из 2011. у насељу је живело 384 становника. Насеље се налази на надморској висини од 245 м.